# 費蘭度·柏捷高
费尔南多·柏捷高·弗洛雷斯（西班牙語：Fernando Pacheco Flores，1992年5月18日—），出生於西班牙巴達霍斯，是一名西班牙足球運動員，司職門將；現正效力西乙球隊西班牙人。他反應迅速，經常在一對一的情況中勝出。

## 球會

### 皇家馬德里
他於2006年來到皇馬足球學校，先後在皇馬青訓營和C隊度過，隨後加入皇家馬德里B隊。
2011年12月20日，在國王杯對陣Ponferradina（5-1）的比賽中摩連奴給了他一線隊首秀的機會。
2014年8月11日，皇馬叫柏捷高為2014年歐洲超級杯決賽中對陣西維爾隊的第三門將。

## 榮譽
皇家马德里
- 欧洲超级杯冠軍：2014年
- 世界冠軍球會盃冠軍﹕2014年

西班牙國家隊
- 歐洲U-19足球錦標賽 冠軍：2011年